# Perfect Angel
Perfect Angel (с англ. — «Идеальный ангел») — второй студийный альбом американской певицы Минни Рипертон, выпущенный в 1974 году на лейбле Epic Records. Альбом содержит самый большой хит в карьере Рипертон, песню «Lovin’ You», которому удалось возглавить американский чарт Billboard Hot 100.

## Список композиций
| №  | Название                            | Длительность |
| -- | ----------------------------------- | ------------ |
| 1. | «Reasons»»                          | 3:25         |
| 2. | «It’s So Nice (To See Old Friends)» | 4:47         |
| 3. | «Take a Little Trip»                | 4:11         |
| 4. | «Seeing You This Way»               | 2:51         |
| 5. | «The Edge of a Dream»               | 4:20         |

| №  | Название                     | Длительность |
| -- | ---------------------------- | ------------ |
| 1. | «Perfect Angel»              | 3:41         |
| 2. | «Every Time He Comes Around» | 3:55         |
| 3. | «Lovin’ You»                 | 3:44         |
| 4. | «Our Lives»                  | 5:42         |

## Чарты
| Чарт (1975)                | Пиковая позиция |
| -------------------------- | --------------- |
| США (Billboard Pop Albums) | 4               |
| США (Billboard R&B Albums) | 1               |

## Сертификации и продажи
| Регион | Сертификация | Продажи  |
| --- | ------------ | -------- |
| США (RIAA) | Золотой      | 500 000^ |
| * Данные о продажах приведены только на основе сертификации. ^ Данные о тиражах приведены только на основе сертификации. |              |          |